# Patria Pasi
Le Patria Pasi (anciennement connu sous le nom de Sisu Pasi) est un véhicule blindé de transport de troupes à six roues (VTT) de fabrication finlandaise conçu à l'origine pour les forces de défense finlandaises. La première version a été produite en 1983 et la production en série a commencé en 1984. Il a été conçu pour fonctionner avec une facilité d'utilisation, une structure simple et une maintenance à faible coût. L'apparence et la configuration de base de Patria Pasi sont similaires à celles de la plupart des VTT à roues. Les versions XA-180 et XA-185 sont entièrement amphibies alors que le XA-203 ne l'est pas.

## Développement
En 1980, Sisu produit un prototype de XA-180 pour les tests de l'armée finlandaise. Il concourt contre deux autres prototypes, et est déclaré vainqueur des essais en 1983. Le 22 décembre 1983, l'armée finlandaise commande un premier lot de cinquante XA-180, dont neuf sont réservés aux missions de l'ONU. Le véhicule s'avère réussi pour l'armée finlandaise et d'autres commandes suivent.
Le XA-180 est à l'origine fabriqué et commercialisé par la société finlandaise Sisu Auto, mais des variantes ultérieures sont ensuite commercialisées par la société de défense finlandaise Patria et sont connues sous le nom de série Patria XA. Le surnom répandu du véhicule « Pasi » (également un prénom commun des hommes finlandais) provient du nom finlandais « panssari-Sisu » (en anglais : blindé Sisu). La structure principale est principalement composée de 6 à 12 mm d'acier de blindage, le fond est renforcé contre les mines, et les fenêtres avant sont résistantes aux balles et équipées de trappes de protection. Le véhicule est équipé de six roues motrices en continu et de bonnes capacités pour la conduite hors route. Il peut prendre des pentes jusqu'à un maximum de 60°.
La série XA n'a pas d'armement standard, mais est équipée d'une structure de tourelle rotative pour l'installation de mitrailleuses légères/lourdes ou de canons automatiques.
La série XA est populaire dans les missions de maintien de la paix en raison de sa mobilité, de son apparence non agressive et de sa bonne protection contre les mines et les engins explosifs improvisés (EEI). Il offre également plus d'espace interne par rapport à d'autres véhicules similaires comme le Fuchs ou le BTR-80.

## Engagements opérationnels
Le Sisu Pasi a servi dans plusieurs zones de conflit, notamment en Afghanistan, en Bosnie, en Croatie, en Érythrée, dans le Plateau du Golan, en Irak, au Kosovo, au Liban, en Macédoine, en Namibie, au Libéria, en Somalie, au Tchad et, en septembre 2022, en Ukraine.
Les Pasis ont également été utilisés par la police finlandaise lors de sièges et d'opérations d'intervention.
En 2018, cinq Pasi XA-188 estoniens ont été déployés au Mali dans le cadre de la contribution de ce pays à l'opération Barkhane.

## Versions

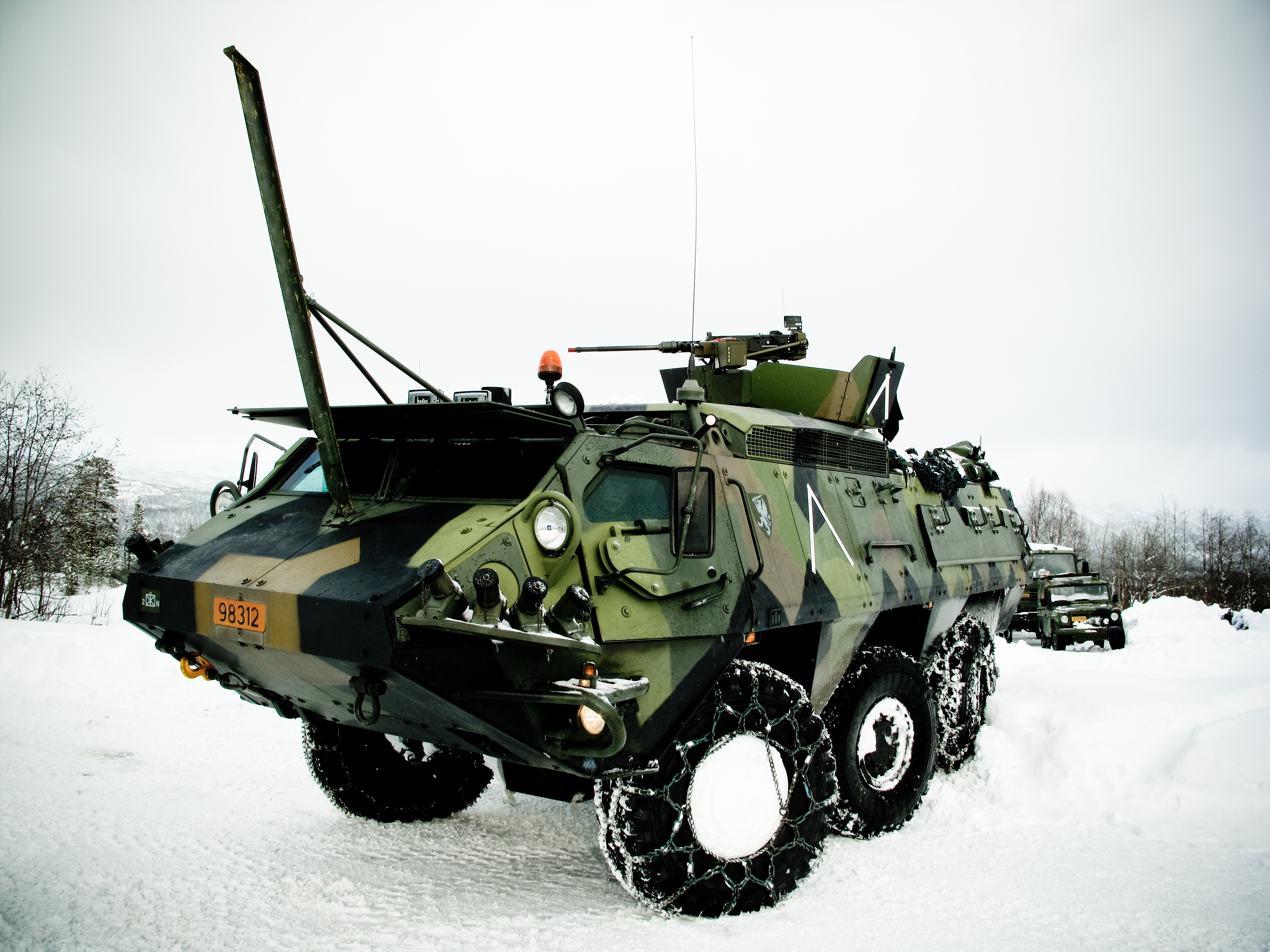
Un Sisu XA-203 de l'armée norvégienne.

Sisu XA-180
Originale, transporte un équipage de 2 et 16 soldats. Masse à vide d'environ 12 tonnes.
Sisu XA-185
Version améliorée, transporte un équipage de 2 et 18 soldats. Possède un moteur plus puissant et une transmission améliorée. Utilisée comme ambulance dans l'armée norvégienne (en).
Sisu XA-186
Blindage amélioré et équipée d'une tourelle de canon automatique (.50 BMG). N'est pas amphibie à cause du blindage trop lourd. Masse à vide d'environ 19 tonnes. Moteur et transmission identiques à ceux du XA-185.
Sisu XA-188
Utilisée par l'armée néerlandaise.
Sisu XA-200
La série 200 est un peu différente des variantes plus anciennes en raison d'un blindage renforcé. Il n'a pas de capacité amphibie mais il peut progresser dans une eau jusqu'à 1,5 mètre de profondeur. Le blindage amélioré protège les passagers contre les tirs d'armes légères jusqu'au calibre 14,5 mm. Il est également équipé d'aides optiques modernes comme les périscopes et la vision nocturne. La mise à niveau du blindage a été initiée après la prise de conscience du fait que le niveau précédent était inadéquat, même les munitions modernes perforantes de calibre 7,62 mm pouvaient percer les anciens modèles XA-180 et XA-185 dans certaines zones. Le XA-202 a été développé à l'origine pour les communications et le commandement. Le XA-203 a été conçu pour remplacer temporairement le XA-185 et est destiné à être remplacé par des Patria AMV dans les forces finlandaises.
NEMO [New Mortar]

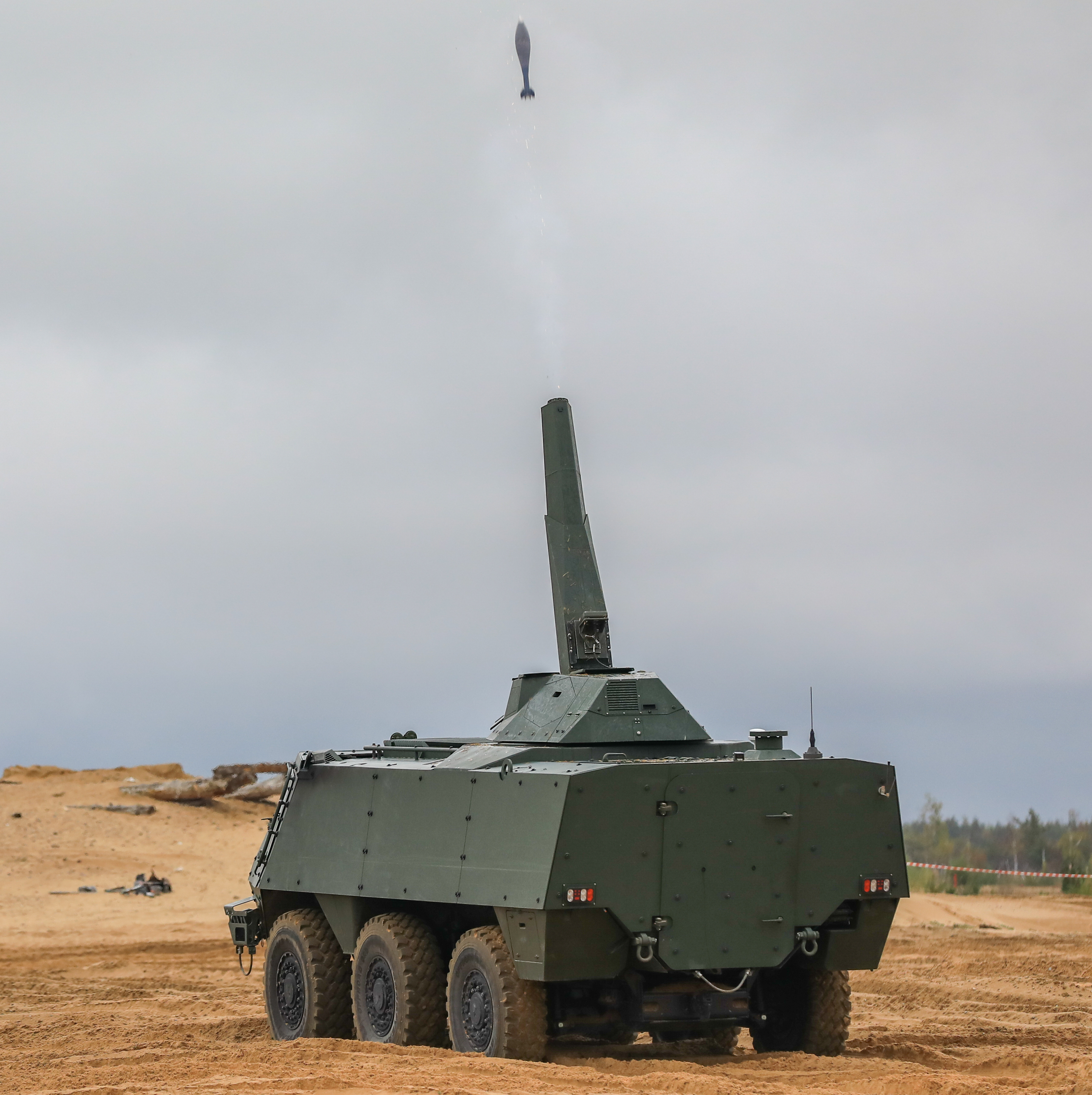
Patria NEMO

Équipé d'un mortier de calibre 120 mm sur tourelle, issu du programme CAVS [Common Armoured Vehicle System] lancé en 2020  par la Finlande et la Lettonie, rejoint par l'Allemagne en 2023.
Il existe de nombreuses sous-versions des différentes variantes, par exemple : véhicules blindés de transport de troupes, ambulance, communications, porte-missiles sol-air, véhicule radar, quartier général, pompiers et antichar entre autres. Cependant, beaucoup de ces variantes ne sont que des véhicules prototypes uniques, par exemple le XA-180 avec lanceur TOW-2.

## Utilisateurs

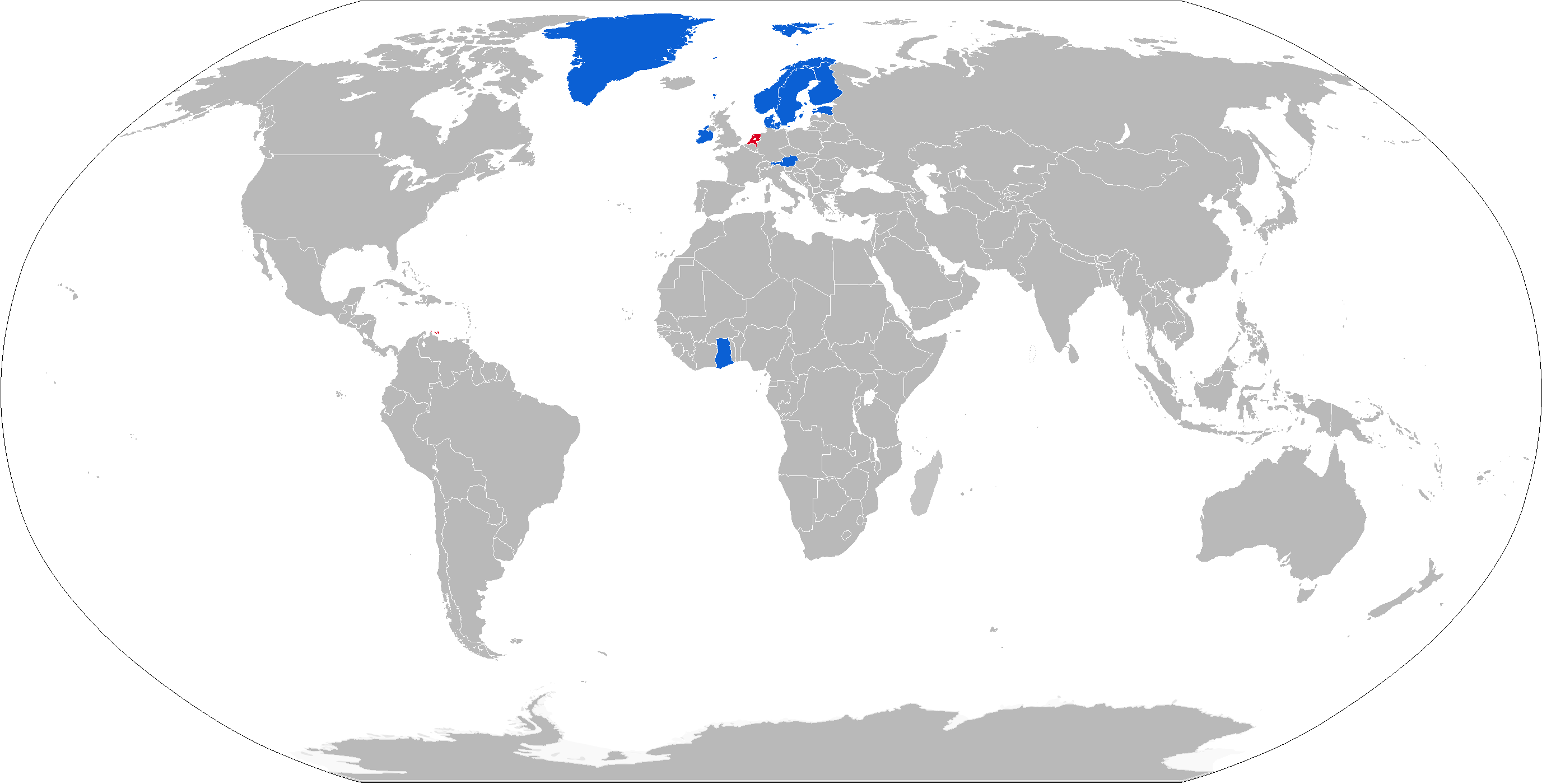
Carte des opérateurs du Pasi en bleu avec les anciens opérateurs en rouge

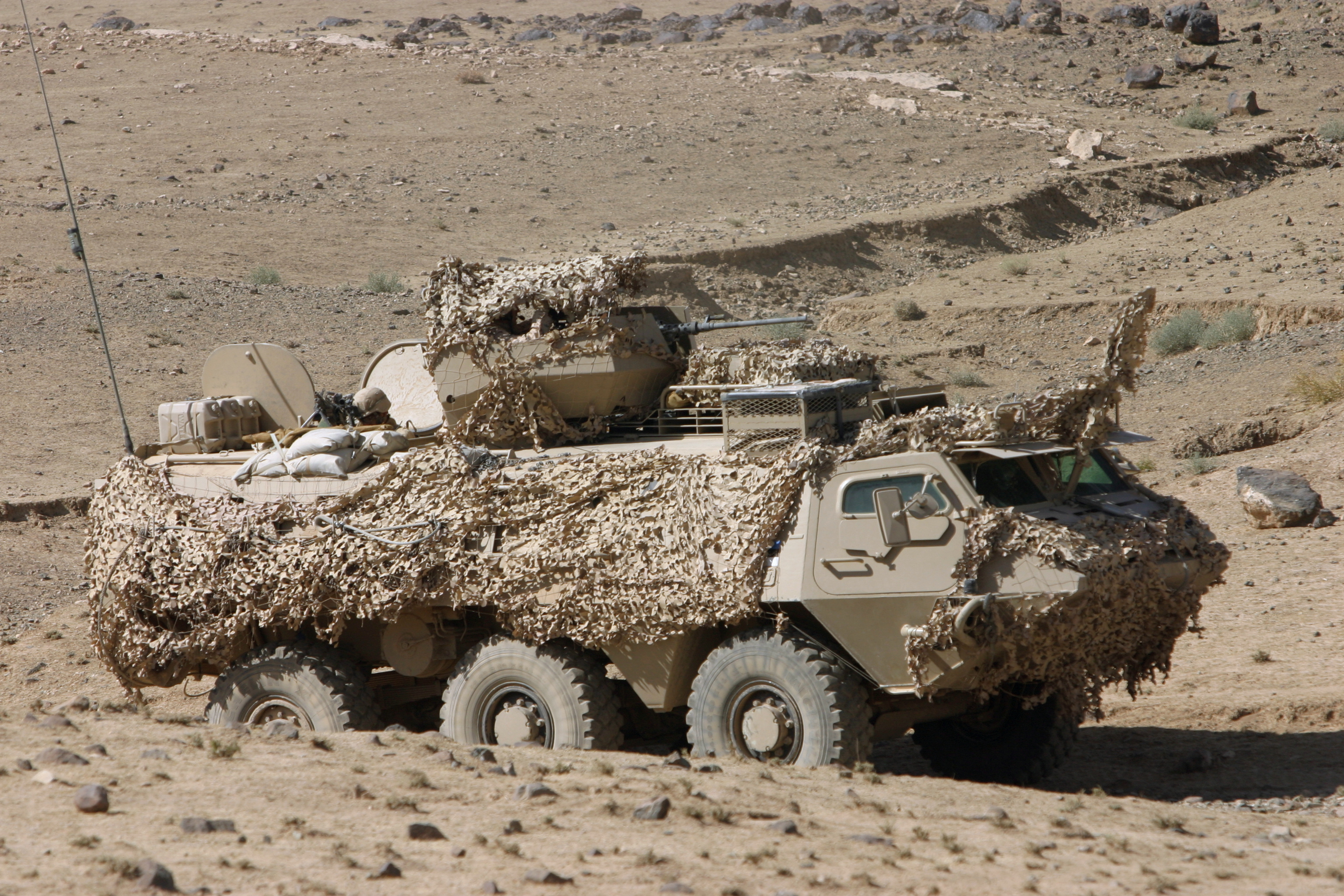
Un XA-180 estonien en Afghanistan

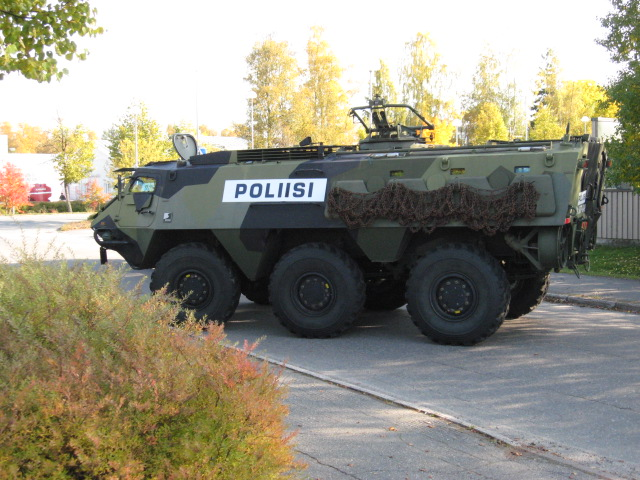
Un Sisu Pasi utilisé par la police finlandaise lors de la fusillade à l'école de Kauhajoki

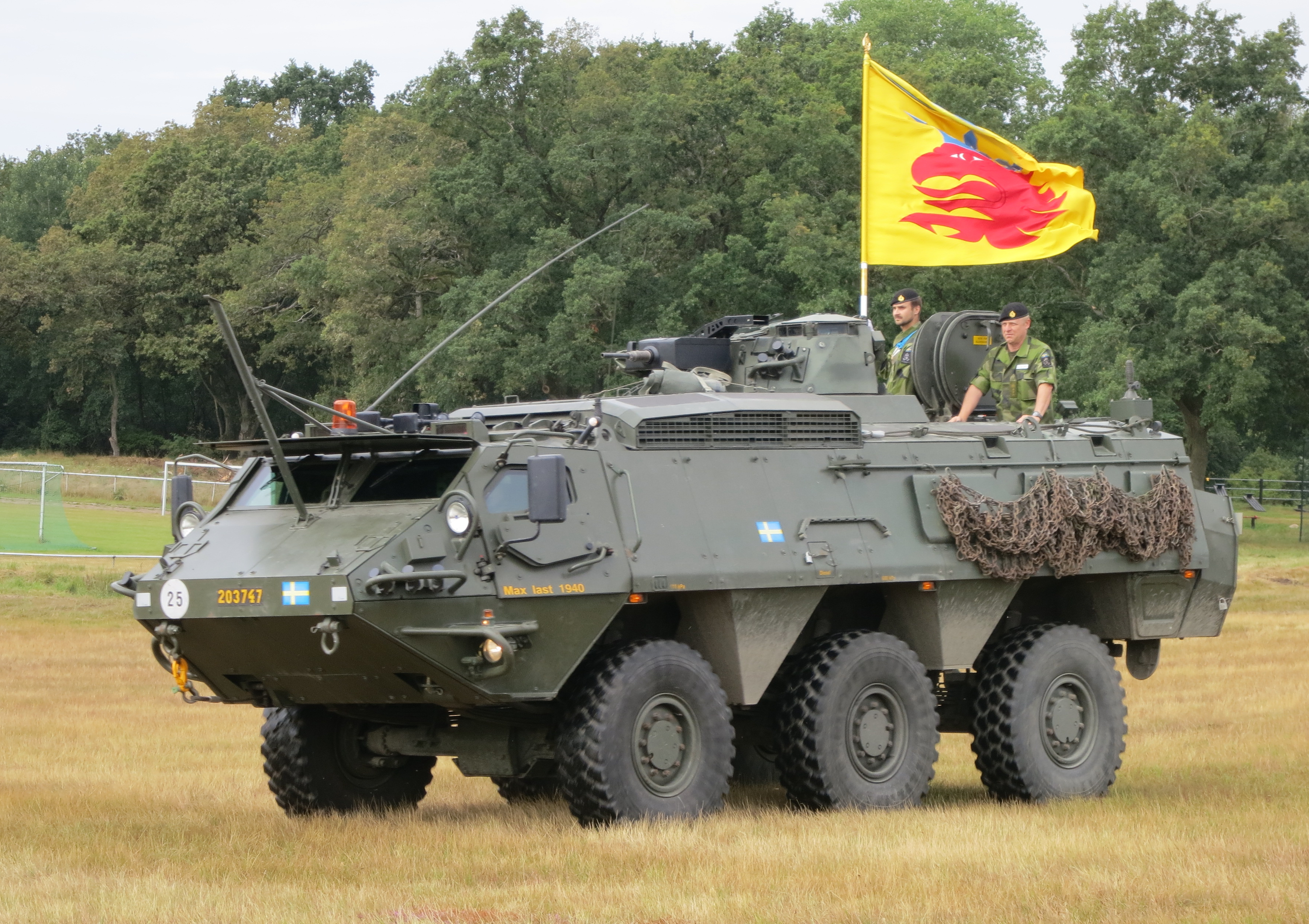
Un XA-203 suédois du en Suède

Il y a cinq clients originaux du Pasi: l'Estonie, la Finlande, les Pays-Bas, la Norvège et la Suède, tandis qu'un grand nombre ont été loués à d'autres forces militaires du monde.

### Utilisateurs actuels
- Autriche: Armée autrichienne, au service de la FNUOD[7].
- Danemark: Armée danoise (en)
  - Loue onze XA-185 (y compris des versions ambulance) pour une utilisation avec les troupes de l'ONU[8].
- Estonie: Armée estonienne
  - XA-180EST, variante modernisée du XA-180
  - En 2010, l'Estonie a acheté 81 unités supplémentaires de XA-188 aux Pays-Bas.
- Finlande: Armée finlandaise, marine finlandaise, force aérienne finlandaise, police finlandaise (en). 425 XA-180 et 185, 148 XA-200/[Quand ?]
  - XA-180: la plupart rénovés en 185, configurés avec un équipement de communication spécial
  - XA-181: construit pour l'unité de défense antiaérienne Crotale NG
  - XA-182: équipé d'un radar Jantronic J-1000/Giraffe IV
  - XA-185: la version la plus courante, la plupart des véhicules finlandais sont armés d'une mitrailleuse NSV de calibre 12,7 mm. Un prototype a été équipé du système TOW-2.
  - XA-202: véhicule de commandement et de transmission, configuré avec un équipement de communication spécial.

Il existe également les versions suivantes au sein des forces finlandaises:
- -     - VIPA: Véhicule de communication utilisant le YVI-2 (système de communication)
    - ELSO: Guerre électronique, sous-version du VIPA.
    - EPA: Véhicule de commandement de brigade
    - KOPA: Véhicule de commandement de bataillon
    - SUTI: Véhicule de reconnaissance NBC
    - TUPA: Véhicule d'observation de tir et véhicule poste de commandement d'artillerie)

  - XA-203: Véhicule de dernière génération remplaçant les véhicules les plus anciens de la série XA-185, à l'exception des APC et des ambulances
  - Les unités utilisées par la police finlandaise sont prêtées par l'armée finlandaise à l'unité spéciale de police (en) et utilisées dans des situations extrêmes.
- Ghana: Au service de l'ONU.
- Norvège: Forces armées norvégiennes. 75 véhicules.
  - XA-185: en service au sein de plusieurs unités, principalement en configuration ambulance.
  - XA-186: en service au sein de la Garde nationale et du Basesett 1 situés sur la base aérienne d'Ørland.
  - XA-203N: en service au sein du 2e Bataillon (en).
- Suède: Armée suédoise. 200 véhicules au total.
  - Pansarterrängbil XA-180/XA-185: armé d'une mitrailleuse de calibre 12,7x99mm. 70 véhicules livrés à partir de 1988, principalement au profit de l'ONU[9].
  - Pansarterrängbil 202, XA-202S: véhicules de commandement et de contrôle, variante spéciale suédoise
  - Pansarterrängbil 203A, XA-203: équipé de la tourelle de Pbv 302 APC, armé d'un canon de calibre 20 mm, disponible en 7 configurations (ambulance (non armée), défense antiaérienne, détection NRBC, réparations sur le terrain, etc.)[10].
  - Pansarterrängbil 203B: la tourelle est remplacée par le système Protector Nordic.

- Nations unies: Un grand nombre de véhicules Sisu XA-180 sont utilisés par les forces de la FINUL dans le sud du Liban.
- Ukraine: En septembre 2022, des Sisu sont aperçus aux couleurs ukrainiennes. Vraisemblablement des dons à la suite de l'invasion de l'Ukraine par la Russie[11].

### Futurs utilisateurs
- Allemagne : La Bundeswehr a l’intention de commander 45 exemplaires pour mortier de 120 mm NEMO adaptés à ses besoins par Elektroniksystem- und Logistik-GmbH filiale du groupe Hensoldt, et 12 véhicules de commandement, en vue d’une mise en service en 2029[12].

### Anciens utilisateurs
- Irlande: L'armée irlandaise (en) disposait de deux XA-180, utilisés autrefois comme véhicules d'entraînement pour les soldats se préparant à être déployés au Liban. Retirés du service en 2012.
- Pays-Bas: Armée néerlandaise (en) et Corps des marines néerlandais (en). 90 unités (vendues à l'Estonie).
  - XA-188 GVV: Utilisé par l'armée et les marines, équipé d'un GPS, du système Satcom, et d'un armement MG ou .50cal
  - XA-188 GWT: Ambulance